# Polycyrtus confusus
Polycyrtus confusus là một loài tò vò trong họ Ichneumonidae.